# Geogarypus ceylonicus
Geogarypus ceylonicus är en spindeldjursart som beskrevs av Beier 1973. Geogarypus ceylonicus ingår i släktet Geogarypus och familjen Geogarypidae. Inga underarter finns listade i Catalogue of Life.